# Myristicin
Myristicin ist ein Phenylpropanoid und ein wesentlicher Bestandteil im ätherischen Öl der Muskatnuss. Es gehört zu den MAO-Hemmern.

## Vorkommen

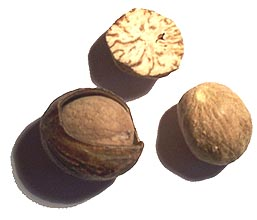
Muskatnuss enthält Myristicin.

Myristicin ist Bestandteil im ätherischen Öl einiger Gewürzpflanzen. Es ist enthalten in der Muskatnuss (Myristica fragrans) und in vielen Doldenblütlern, beispielsweise im Dill (Anethum graveolens), Liebstöckel (Levisticum officinale), Echtem Sellerie, Karotten, Pastinak (Pastinaca sativa), und der Petersilie (Petroselinum crispum) aber auch im Schwarzen Pfeffer. Im ätherischen Öl der australischen Rötegewächsgattung Zieria beträgt der Anteil bis zu 23,4 %.
Strukturverwandte sind das Safrol, das Elemicin und das Apiol.

## Verwendung
Muskatnuss wurde früher in Bier zerrieben für Abtreibungen verwendet. In Indonesien, der Heimat der Muskatnussbäume, wurde zudem ein Beruhigungsmittel aus unter anderem dem ätherischen Öl der Muskatnuss hergestellt.
Zudem wurde es früher aufgrund seiner toxischen Wirkung auf Mikroorganismen als Insektizid und Desinfektionsmittel gebraucht.

## Analytik
Für die zuverlässige qualitative und quantitative Bestimmung von Myristicin in unterschiedlichem Untersuchungsmaterial kommen nach angemessener Probenvorbereitung die Kopplungen zwischen Gaschromatographie oder HPLC mit der Massenspektrometrie zum Einsatz.

## Pharmakologische Eigenschaften
Myristicin wirkt halluzinogen. Die psychotrope Wirkung beruht auf dessen Natur als schwacher Monoaminooxidase-Hemmer.
Myristicin kann, wie viele andere Phenylpropane mit terminaler Methylendioxygruppe, Schäden an der DNA verursachen. Damit gilt es als kanzerogen und gentoxisch. Da dies auch in der Zygote passiert, wirkt es schwangerschaftsabbrechend.

## Rechtsstatus
Obwohl Mescalin und MDMA verboten sind, ist die Muskatnuss frei verkäuflich. Das stark psychoaktive und myristicinhaltige Öl befindet sich in einer rechtlichen Grauzone.

## Weblink
- Myristicin. (Memento vom 14. März 2007 im Internet Archive) Riechstofflexikon.